# La Blanche et la Noire
Ne doit pas être confondu avec Noire et Blanche.

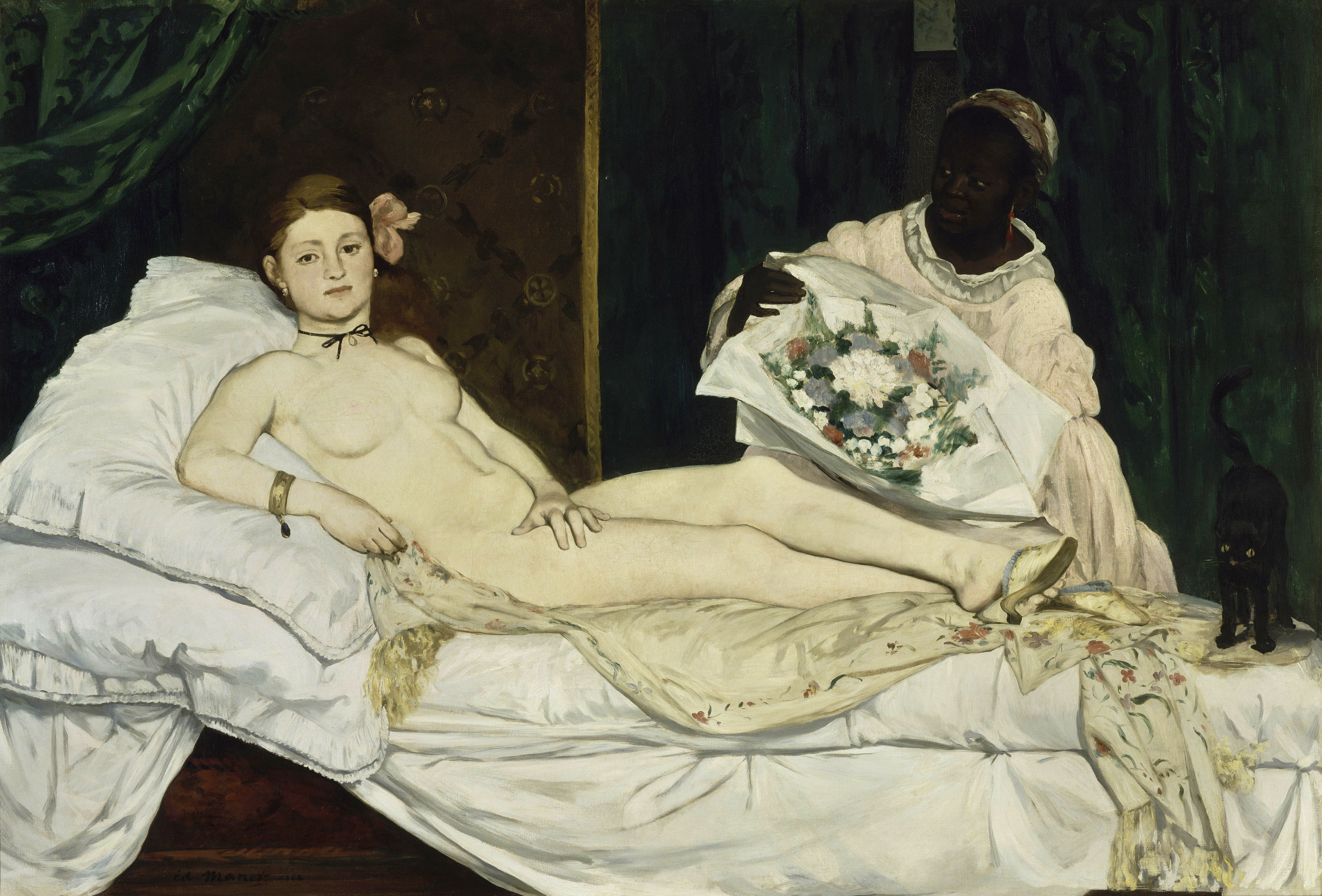
Olympia, source d'inspiration de Vallotton.

La Blanche et la Noire est un tableau réalisé en 1913 par le peintre franco-suisse Félix Vallotton. Le tableau fait référence à l'Olympia de Manet, ainsi qu'à L'Odalisque à l'esclave d'Ingres. Le tableau fait partie des collections de la fondation Hahnloser, de la Villa Flora à Winterthour, en Suisse.

## Description
Le tableau représente une femme blanche, étendue nue sur un lit et les yeux fermés, tandis qu'une femme noire, assise sur le lit, habillée et fumant une cigarette, la regarde.

## Interprétation
L'interprétation de la scène peinte par Vallotton est ambigüe : elle peut à la fois représenter une relation lesbienne entre les deux femmes, ou bien montrer un rapport de dominante/dominée entre une maîtresse blanche et sa servante noire.
À la différence de ses prédécesseurs, Vallotton se débarrasse de toute référence exotique, pour opposer un nu dans une position passive, faisant contraste avec la femme noire qui la regarde en fumant une cigarette.
Comme dans le reste de son œuvre, Vallotton s'abstient de toute tentative de séduction. Ses nus n'ont pas une beauté aguicheuse et si la femme allongée évoque par sa composition l'Olympia de Manet, elle n'a pas l'expression provocatrice. Drapée de bleu, la femme noire est peinte cigarette à la bouche dans une attitude qui aurait pu être celle d'un homme, contemplant sur un lit défait une dormeuse rousse à la nudité relâchée, sa probable partenaire.
La toile est notamment présentée en 2013 lors de l'exposition « Le Feu sous la glace » consacrée à Félix Vallotton au Grand Palais à Paris.